# Бой у Оренбурга (1855)
Бой у Оренбурга — вооруженное нападение казахских повстанцев Есета Котибарова на казачий отряд под началом султана-правителя Арыстана Жантурина, высланного в Степь для подавления восстания на территории Младшего жуза под руководством Есет-батыра.

## Предыстория
Есету, вначале имевшему небольшое число сторонников, стали стекаться джигиты из родов шекты, адай, табын, тама, шеркеш. Мелкие отряды действовали по всей степи, грабя караваны, нападая на почту, отгоняя скот русских поселений. В 1854 году В. А. Перовский распространил по степи объявление, что каждый казах, задержанный в связи с участием в восстании, будет казнен.

## Ход событий
Летом 1855 года губернатор отдал приказ султану Арыстану Жанторину подавить восстание Есета. Султан, располагая казачьей сотней, набрал еще 900 человек и начал движение на аулы восставших казахов. Однако карательный поход окончился неудачно для казачьих отрядов.
8 (20) июля Есет-батыр на границе вблизи от Оренбурга организовал нападение на лагерь султана Жантурина. Окружив отряд со всех сторон, батыр дал право уйти казахам, находившимся в отряде султана, чем воспользовались они и покинули карательный отряд.  80 казаков будучи окружёнными не смогли ничего сделать. В бою Арыстан был убит восставшими, а его союзные силы разбежались. Позже повстанцы напали на охранявший Жантурина казачий отряд, который обратился в бегство и отстреливался до прибытия на линию.

## Последующие события
После поражения и гибели султана Жантурина в бою под Оренбургом, против Есета направили значительные силы: 300 уральских и 600 оренбургских казаков, башкирский полк и 50 солдат при двух орудиях. Все силы возглавил российский полковник Кузьминский. Другим отрядом, выступивший из Уральска, командовал майор Михайлов. Командиры карательных отрядов прибегли к страшным действиям в отношении казахского населения, не разбирая правых и виноватых. Эти события вызвали большой резонанс как и в России, так и за рубежом.

## В литературе
- Есет Котибарулы // Казахстан. Национальная энциклопедия. — Алматы: Қазақ энциклопедиясы, 2005. — Т. II. — ISBN 9965-9746-3-2. (CC BY-SA 3.0)
- Жантурин, Арыстан // Казахстан. Национальная энциклопедия. — Алматы: Қазақ энциклопедиясы, 2005. — Т. II. — ISBN 9965-9746-3-2. (CC BY-SA 3.0)
- Мейер Л. Материалы для географии и статистики России, собранные офицерами Генерального штаба. Киргизская Степь Оренбургского ведомства. — СПб., 1865. — С. 76-77. — 284 с.
- Козыбаев М. К., Галиев В. З., Волкова Т. П., Токпанов А. А. Национальные движения в условиях колониализма: Казахстан, Средняя Азия, Северный Кавказ. — Аль-Фараби, 1991. — С. 52. — 120 с.
- Радик Темиргалиев. Казахи и Россия. (рус.) (2013).